# Voiture radiocommandée

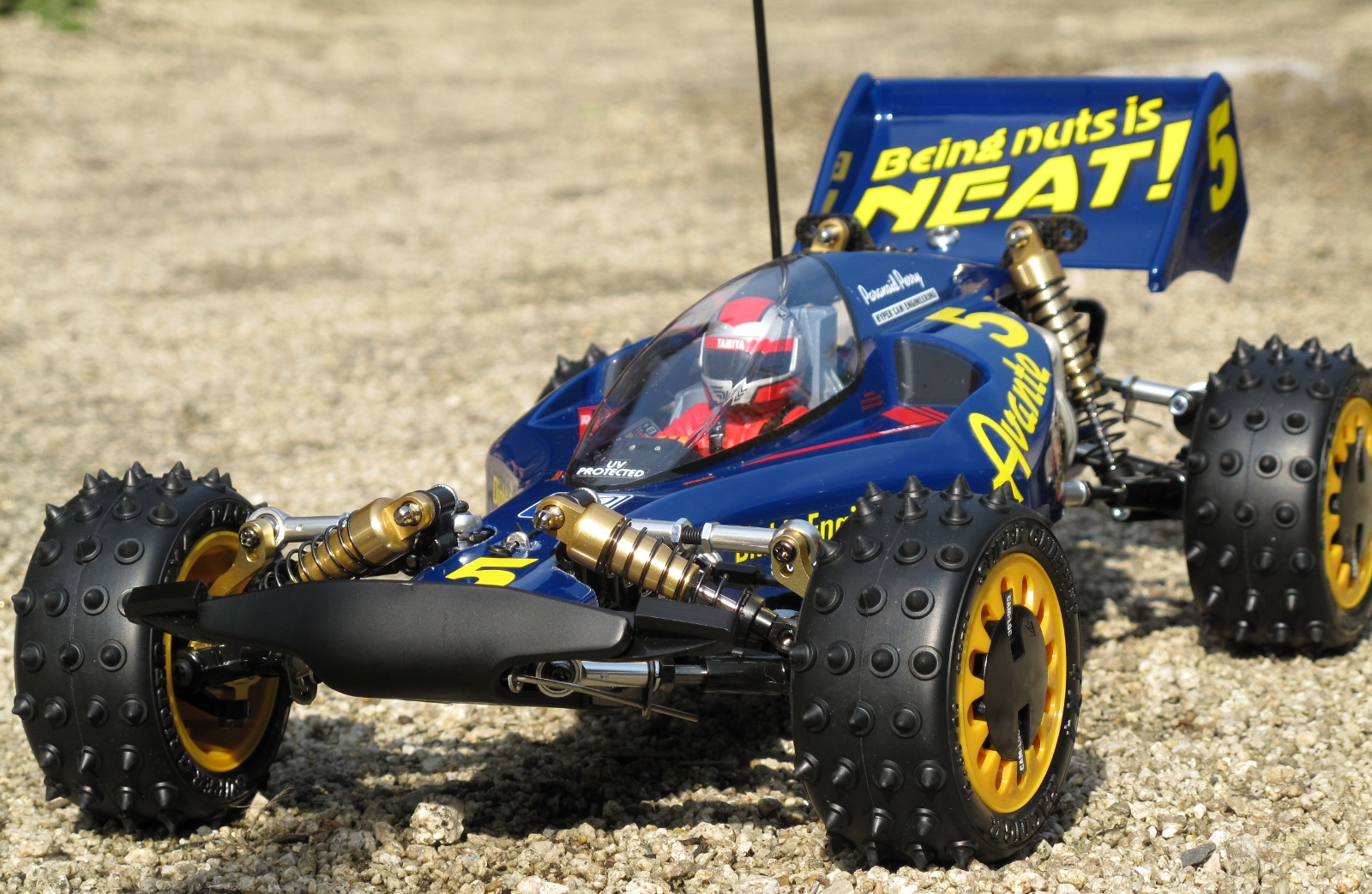
Voiture radiocommandée.

Les voitures radiocommandées (ou voitures RC, en abrégé) sont des modèles réduits de voitures pouvant être contrôlés à distance à l'aide d'un émetteur ou d'une télécommande. 

## Description

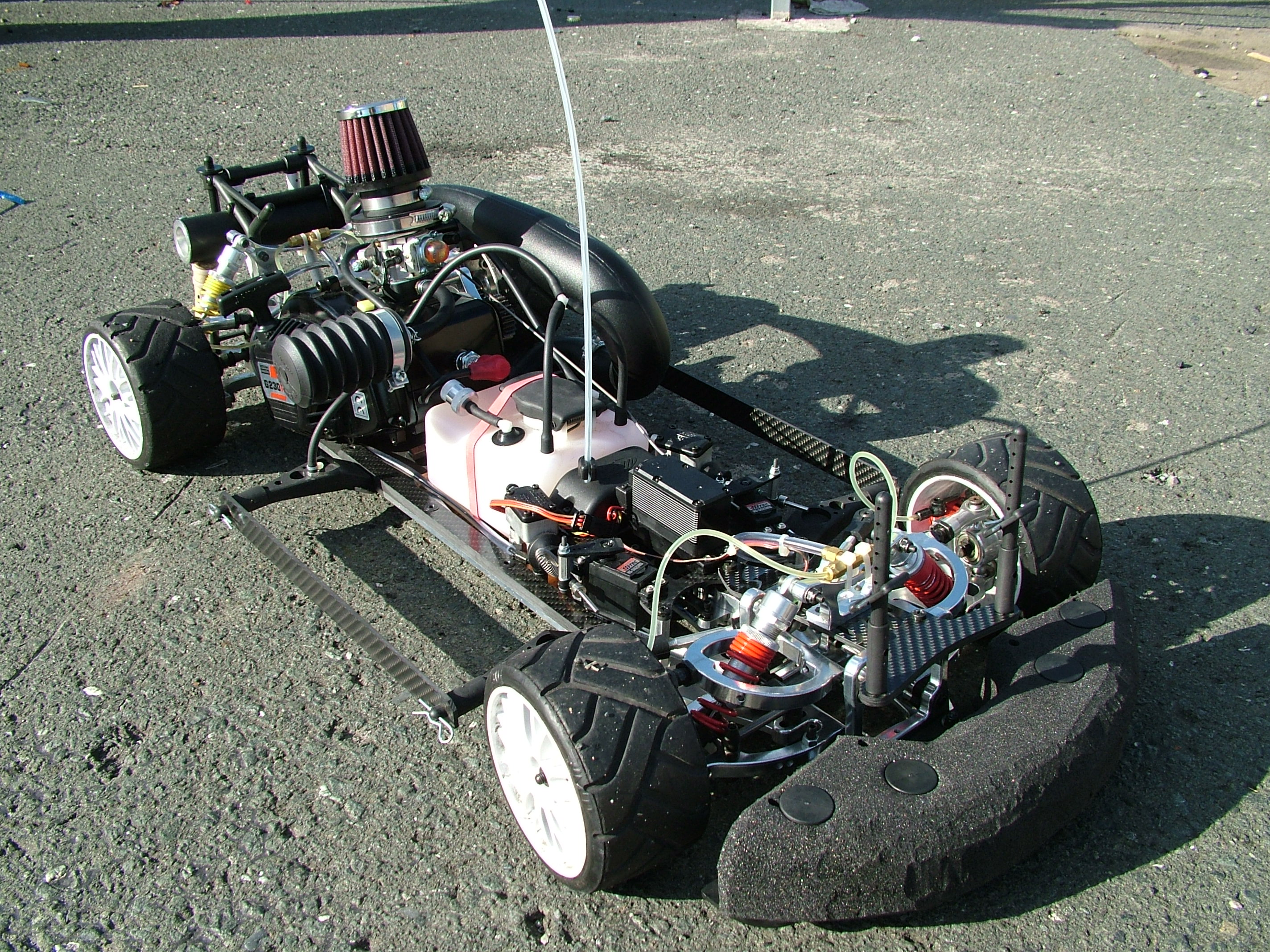
Vue sur l'intérieur d'une voiture radiocommandée thermique.

Les voitures sont alimentées par diverses sources. Les modèles électriques sont alimentés par des moteurs électriques petits mais très puissants et des cellules rechargeables au nickel-cadmium, à l'hydrure de nickel-métal ou au polymère de lithium. Il existe également des moteurs électriques brossés ou sans balais. La plupart des modèles fonctionnant à l'essence utilisent des moteurs à bougie de préchauffage, de petits moteurs à combustion interne alimentés par un mélange spécial de nitrométhane, de méthanol et d'huile (dans la plupart des cas un mélange d'huile de ricin et d'huile synthétique). Celles-ci sont appelées voitures « nitro ». Récemment, des modèles exceptionnellement grands ont été introduits, qui sont alimentés par de petits moteurs à essence, similaires aux moteurs de débroussailleuses, qui utilisent un mélange d'huile et d'essence. Les voitures électriques sont généralement considérées comme plus faciles à utiliser pour les novices que les modèles fonctionnant au carburant, mais elles peuvent être tout aussi complexes si le budget et les compétences sont plus élevés. 
Dans ces deux catégories, à la fois sur route et hors route des véhicules existent. Les modèles tout-terrain, construits avec des suspensions tout-terrain entièrement fonctionnelles et une large sélection de pneus, peuvent être utilisés sur différents types de terrains. Les véhicules routiers, avec une suspension beaucoup moins robuste, sont strictement limités aux surfaces lisses et pavées. Au cours de la dernière décennie, le comportement, la suspension, la motorisation (électrique ou thermique) des véhicules routiers et tous-terrains sont devenus aussi réalistes, ajustables, actifs et pilotables (avec des accéléromètres sous logiciel Arduino par exemple,) que celle de nombreuses voitures grandeur nature.